# Вибухові кошенята
Вибухові кошенята (англ. Exploding Kittens) — картярська гра, створена Еланом Лі, Метью Інманом із вебсайту коміксів The Oatmeal і Шейном Смоллом. Проєкт, розпочатий на Кікстартері з ціллю збору спільним коштом 10 000 доларів під реалізацію , зібрав потрібну суму всього за вісім хвилин, а 27 січня 2015 року (7 днів із часу відкриття) його вже підтримали 6000 осіб, поставивши рекорд за кількістю жертвувателів в історії Кікстартеру. На час завершення (19 лютого 2015 року) проєкт зібрав 8 782 571 доларів пожертв від 219 382 жертвувателів . Кампанія збору коштів стала четвертою найфундованішою кампанією на спільнокоштовому вебсайті. Перша пробна гра у «Вибухових кошенят» була завантажена на YouTube каналом «Smosh Games», який одержав першу колоду . Жертвувателі почали отримувати свої доставки наприкінці липня 2015 року; розсилання гри жертводавцям було завершено у вересні 2015 року. В 2023 році гра локалізована українською видавництвом настільних ігор Rozum.

## Правила гри
Усі карти окрім «Знешкодь» і «Вибухових кошенят» складаються до колоди. Колоду перетасовують і кожен гравець витягує сім карт і отримує одну карту «Знешкодь». Відтак до колоди додаються «Вибухові кошенята» в кількості на одній меншій від кількості гравців, потім до колоди додаються карти «Знешкодь», що залишились, а колоду знову перетасовують. Після цього обирають черговість ходів.
Під час свого ходу гравець може зіграти скільки завгодно карт (може ж не зіграти жодної) перед тим, як потягнути карту. Гравці не мають розповідати іншим гравцям, які в них є карти. Зіграні карти кладуться у відбій.
У грі наявні такі види карт:
- «Вибухове кошеня»: Змушує гравця, що витягнув цю карту, вибути з гри. Останній гравець, що залишиться в грі, перемагає.
- «Знешкодь»: Дає змогу гравцеві, що витягнув «Вибухове кошеня» покласти карту назад до колоди в будь-яке місце. Місце потрібно тримати в таємниці від інших гравців.
- «Стоп»: Зупиняє дію будь-якої карти окрім карти «Вибухове кошеня» та карти «Знешкодь». Грати картою «Стоп» можна в будь-який час. Карту «Стоп» може зупинити інша карта «Стоп».
- «Атакуй»: Завершує хід гравця без витягання карти та змушує наступного за чергою гравця ходити двічі підряд. Використання підданим впливу карти «Атакуй» іншої карти «Атакуй» завершує обидва необхідні ходи.
- «Пропусти хід»: Завершує хід гравця без витягання карти. Використання цієї карти у відповідь на «Атакуй» пропускає лише один із двох ходів.
- «Зроби ласку»: Змушує іншого гравця віддати одну зі своїх карт гравцеві, який використав цю карту. Вибраний гравець сам обирає, яку карту віддати.
- «Перетасуй»: Дає змогу гравцеві перетасувати колоду, допоки того не зупинить інший гравець. Гравці не мають підглядати за картами під час перетасування.
- «Зазирни у майбутнє»: Дає змогу гравцеві подивитись три верхні карти в колоді. Гравець не може озвучувати карти, які він побачив.

На додачу до вже згаданих карт колоді наявні карти, які не мають ефектів, якщо їх застосовувати по одній. У кожній колоді є п'ять типів таких карт, по чотири карти кожного типу. Коли ж гравець використовує одночасно дві карти одного типу (тобто пару), то він може забрати будь-яку карту в будь-якого гравця наосліп. Використавши три карти (тобто трійку), гравець може назвати будь-якому гравцеві будь-яку карту, яку той повинен йому дати.